# Pius Frank
Pius Frank (* 18. Juni 1960 in Waldhausen im Strudengau) ist ein österreichischer Künstler. Er schuf die Europäische Friedensrose Waldhausen und initiierte den gleichnamigen Friedenspreis.

## Leben und Werdegang
Pius Frank absolvierte eine Lehre als Schmied und Schlosser und qualifizierte sich durch intensive Weiterbildung zum Schmiede-, Schlosser- und Schweißwerkmeister sowie Lehrschweißer.
Seit 1987 gibt er sein Wissen und Können als Kursleiter im Schweißzentrum des WIFI Sankt Pölten und später auch in Innsbruck, Linz, Perg, Salzburg und Wien weiter. 
Bei der Beschäftigung mit verschiedenen Metalltechniken wie Metalltreiben, künstlerisches Schweißen, Kunstbrennschneiden, Schmelzen, Fugen und Löten entstanden Metallbilder, Metallportraits und sonstige Objekte. Neben modernen Entwürfen wurden auch Werke zu sakralen Themen entwickelt (z. B. Der Kreuzweg Jesu).
Er lebt mit seiner Frau Christa und fünf Kindern in Nöchling im Waldviertel in Niederösterreich.

## Ausstellungen
- Künstler, Hobbykünstler, Nöchling (2000)
- Zeit in der Wende, Greisinghof bei Tragwein (2000/2001)
- Objekte des Friedens, Waldhausen im Strudengau (2002)

- Marktfest Nöchling
- Bilderausstellungen in Linz (Fa. Maintech 1998), Marbach an der Donau (2005) und Melk
- Landesgartenschau Bad Hall (2005)
- Weihnachtsausstellungen in Schloss Lamberg in Steyr und St. Martin am Ybbsfelde
- Weidefest am Soßhof (2005)

## Werke
- Skulptur in der Nöchlinger Einsegnungskapelle (Gemeinschaftsarbeit mit Theodor Rumetshofer aus St. Georgen am Walde)
- Herzbild für die Basilica minor in Maria Taferl
- Der Gekreuzigte (2003)
- Monstranz (2004)
- Melker Kreuz für das Gebäude der Wirtschaftskammer Melk (2005)
- Gemeindewappen der Gemeinde Hürm
- Friedens-Opferlichtständer für die Kirche Sankt Anna im Felde in Pöggstall
- Dekanatskreuz für den Dekanat Maria Taferl in Nöchling
- Metallbild Neues Amtshaus der Gemeinde Nöchling (Treibarbeit, 1988)
- Metallbild neues Firmenareal (Ökofen)
- Der Kreuzweg Jesu in 15 Stationen am Stadtrand von Steyr (2006)
- Friedensrose Waldhausen (siehe auch Ausstellung Objekte des Friedens in Waldhausen 2002)
- Metallwandbilder
- Opferlichterständer für die Pfarrkirchen Traunstein und Nöchling

## Friedensrosen-Initiative
Pius Frank schuf anlässlich der Oberösterreichischen Landesausstellung in Waldhausen im Strudengau die 2,7 Meter hohe Europäische Friedensrose aus Metall mit drei Knospen aus Chrom-Nickel-Stahl, die mit unzähligen Stahlwurzeln auf einem Donaustein befestigt ist. 
Die Skulptur war zunächst ein Jahr in der Stiftskirche Waldhausen aufgestellt und wurde 2003 auf das Stiftsgelände vor der Kirche überstellt.
Die Vision Franks, alle zwei Jahre drei kleine Friedensrosen an Personen oder Gruppen zu verleihen, die sich für Frieden, Gerechtigkeit und Bewahrung der Schöpfung einsetzen, wurde 2005 erstmals verwirklicht. Weitere Verleihungen waren 2007 und 2010. Der Friedensrosepreis 2013 wurde europaweit ausgeschrieben.

## Medien
- Malen mit dem Schweißbrenner, Niederösterreichische Nachrichten, Woche 06/2011, S. 44.
- Ansprache des Initiators Pius Frank bei der ersten Friedensrosenverleihung am 15. Mai 2005 YouTube-Film